# Monument voor de Boswachters

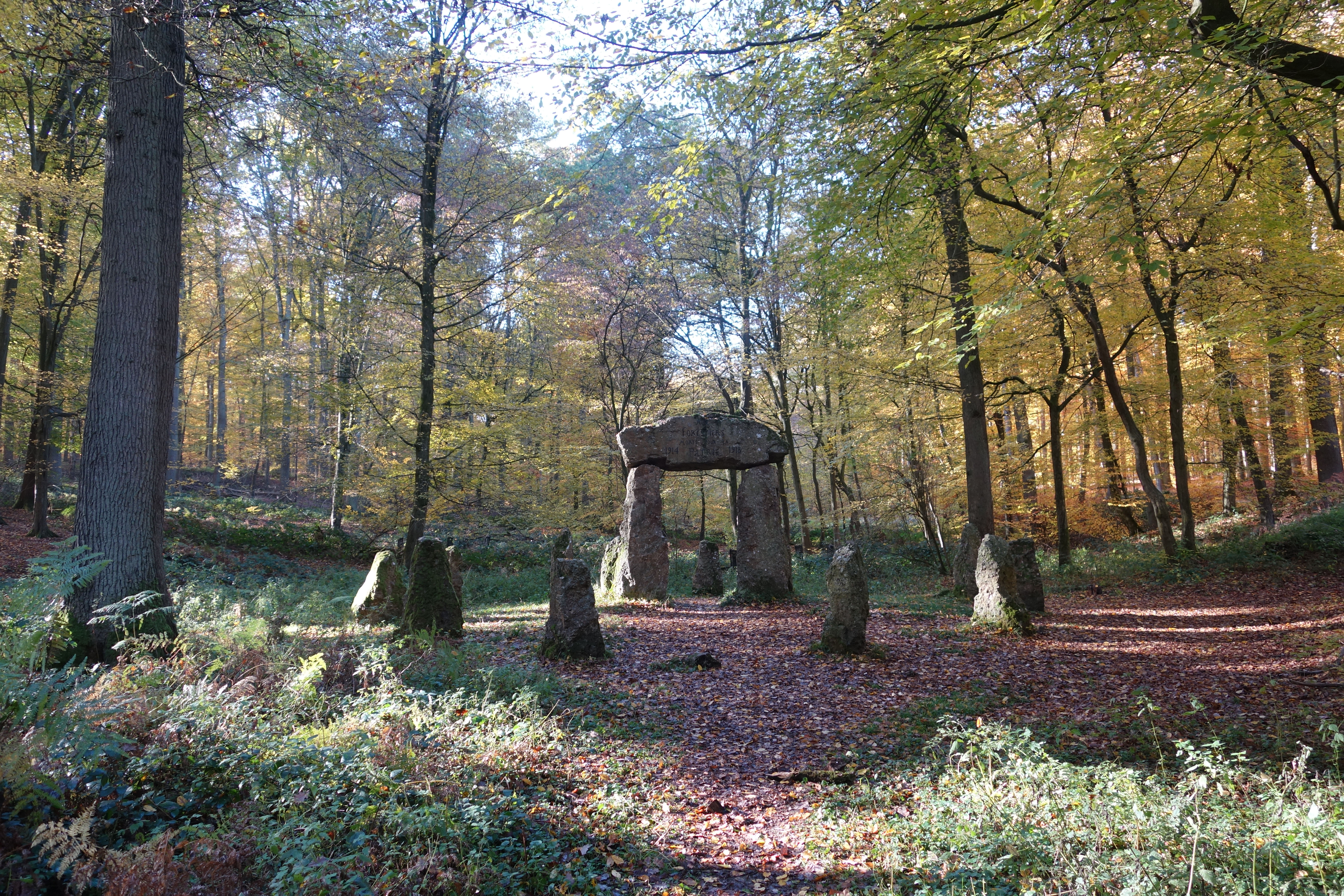

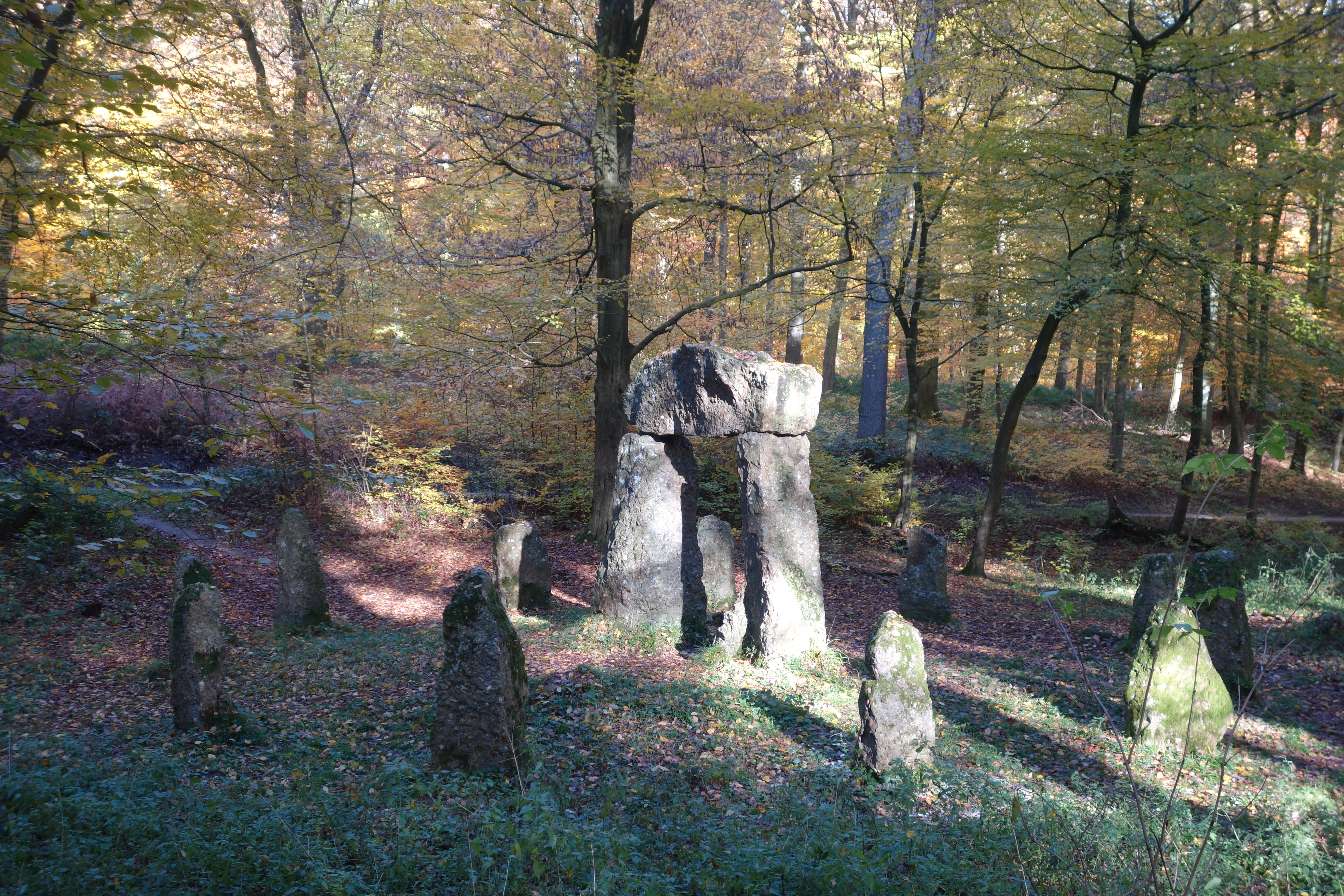

Het Monument voor de Boswachters (Frans: Monument aux Forestiers) is een Belgisch oorlogsmemoriaal aan het Grasdellepad in het Zoniënwoud, opgericht in 1920. Het is gelegen op grondgebied Ukkel en bestaat uit een steencirkel rond een dolmen.

## Geschiedenis
Na de Eerste Wereldoorlog werd het initiatief genomen om de omgekomen boswachters van België te eren met een gedenkteken. Een gemengde commissie bedacht het concept en zamelde ruim 23 duizend frank in, grotendeels via openbare onderschrijving. De uitvoering, toevertrouwd aan Richard Viagnier (1859-1949), gebeurde in puddingsteen uit Wéris, zoals gebruikt in de plaatselijke megalieten. Men dacht toen nog dat dit was hoe de Kelten hun doden begroeven. De plechtige inhuldiging vond plaats op 30 mei 1920. Er werd toen ook een bevrijdingsboom geplant.
De deksteen draagt het opschrift: Aux forestiers morts pour la patrie 1914-1918. De elf menhirs eromheen dragen telkens naam en herkomst van een herdachte boswachter (behalve een).

## Boswachters
De elf gefusilleerde of gesneuvelde boswachters die het monument herdenkt, zijn:
- Jean-Pierre-François Bieuvelet, gefusilleerd op 22 augustus 1914 met zijn zoon
- Gustave-René Coulon, gefusilleerd op 22 augustus 1914
- François-Joseph-Jules Cozier, gefusilleerd op 26 augustus 1914 in de slachting van Aarlen
- Servais Dauchy, gefusilleerd in oktober 1914
- Pierre-Jacques-Félix Graisse, gefusilleerd op 24 augustus 1914 in de slachting van Latour
- Arthur-Joseph Liégeois, gevallen op 22 februari 1918
- Philippe-Augustin-Joseph Marinier, gevallen op 3 oktober 1918
- Alphonse Orban, gevallen in november 1914.
- Charles-Valère Peygnard, gevallen in december 1917
- Alphonse-Emile Robert, gefusilleerd op 23 augustus 1914
- Albert-Antoine-Ghislain Simon, gevallen in augustus 1914